# Rumex ucranicus
Rumex ucranicus är en slideväxtart som beskrevs av Fisch.. Rumex ucranicus ingår i släktet skräppor, och familjen slideväxter. Inga underarter finns listade i Catalogue of Life.